# پورت ویکتوریا پی‌وی۱
پورت ویکتوریا پی‌وی۱ (به انگلیسی: Port_Victoria_P.V.1) یک هواگرد از نوع جنگنده شناورشونده ساخت شرکت پورت ویکتوریا است. هواگرد پورت ویکتوریا پی‌وی۱ نخستین پروازش را در ۱۹۱۶ میلادی انجام داد. در مجموع، تعداد ۱ فروند از این هواگرد ساخته شده‌است.